# Die rollende Kugel (1927)
Die rollende Kugel ist ein deutsches Stummfilm-Spielermelodram aus dem Jahre 1927.

## Handlung
Monte Carlo, in den 1920er Jahren. Die rollende Kugel, das ist die Kugel des Roulettes, und in dieser Welt der Glücksspieler und -spielerinnen spielt diese Geschichte. Dieses Drama gibt Einblicke in den Luxus des Mondänen und in die Welt der Schönen und Reichen, der Adeligen aber auch der Gefallenen. Triumph und Niederlage liegen hier sehr eng beieinander, die rollende Kugel kennt keine Gerechtigkeit, nur Gewinn oder Verlust. 
Da gibt es zum Beispiel einen Spielversessenen; Haus und Hof hat er bereits verzockt, Frau und Kinder daheim zurückgelassen. Und dennoch kann er von der ewigen Versuchung nicht lassen, ganz im Glauben, dass nun endlich das Glück am Roulettetisch auf ihn warten werde. Da begegnet er dem Glück in gänzlich anderer, unerwarteter Form: ein junges Mädchen, verzweifelt wie er selbst, will sich in die Tiefe stürzen und umbringen. Im letzten Moment rettet er ihr Leben. Und im Moment, in dem er sich für jemanden außer sich selbst einsetzt, hat er auch Glück im Spiel und sprengt noch am selben Tag die Bank.

## Produktionsnotizen
Die rollende Kugel entstand im Sommer 1927 im Filmatelier von Staaken (Berlin). Der Sechsakter mit einer Länge von 1819 Metern passierte die Filmzensur am 17. August 1927 und wurde mit Jugendverbot belegt. Die Uraufführung fand am 9. September 1927 im Tauentzienpalast statt.
Ernst Stern entwarf die Szenerien, Erich Grave sorgte als Bauleiter für deren Umsetzung. Artur Kiekebusch übernahm die Aufnahmeleitung.
Mit viel Tamtam bemühte sich die Paneuropa-Film im Jahr 1927, ihre Entdeckung Edda Croy als neuen Star zu lancieren. In allen drei Filmen, neben Die rollende Kugel noch Die Geliebte und Das Schicksal einer Nacht, trat sie an der Seite von Publikumsliebling Harry Liedtke auf. Danach kehrte sie nur einmal auf die Leinwand zurück, in Walter Ruttmanns Kurz-Spielfilm Des Haares und der Liebe Wellen (1929).

## Kritik
Wiens Neue Freie Presse schrieb anlässlich der österreichischen Premiere: "Menschenschicksale, eingeordnet in die prächtige Kulisse der Riviera. Als Clou Spielsaalszenen von erheiternder Lebendigkeit. Erna Morena, wie immer vor allem dekorativ, Harry Liedtke, wie immer von charmanter Liederlichkeit und bestrickendem Leichtsinn. Adele Sandrock matronenhaft würdevoll, Edda Croy, eine niedliche, kleine Märtyrerin, die in den Armen ihres wiedergefundenen Bräutigams sich zuletzt von allen Uebeln erlöst fühlt. Die Riviera sorgt für schöne Landschaftsbilder, Regisseurwitz für ein paar sehr gelungene eindrucksvolle Detailaufnahmen."